# Муфуліра
Муфуліра (англ. Mufulira) — місто в замбійській провінції Коппербелт.

## Історія
Виникло в 1930-ті рр. на місці мідних рудників.

## Географія
Розташоване на півночі країни, за 40 км на північ від міста Кітве-Нкана і за 16 км від кордону з Демократичною Республікою Конго. Абсолютна висота — 1277 метрів над рівнем моря.

## Економіка і транспорт
Сполучене автомобільними дорогами з Кітве (40 км) і Чинголою (55 км) на південному заході, і містом Ндола (60 км) — столицею провінції Коппербелт — на південному сході. Гілка замбійських залізниць служить тільки для перевезення вантажів і використовується шахтами. Шахта Муфуліра в даний час управляється компанією Mopani Copper Mines, яка забезпечує постійною роботою близько 10 000 жителів міста.

## Населення
За даними на 2013 рік чисельність населення становить 144 374 особи.
Динаміка чисельності населення міста по роках:
| 1990   | 2000   | 2013   |
| ------ | ------ | ------ |
| 123936 | 122336 | 144374 |

## Спорт
У місті розміщується футбольний клуб Муфуліра Вондерерс.

## Відомі уродженці
У Муфуліра народилися президент Замбії (2002—2008) Леві Мванаваса і валлійський футболіст Роберт Ерншоу.